# Peter Coyote
Pour les articles homonymes, voir Coyote.
Robert Peter Cohon, dit Peter Coyote, est un acteur américain, né le 10 octobre 1941 à New York.

## Biographie
Dans les années 1960 il intègre la San Francisco Mime Troupe, une troupe de théâtre de rue californienne, avant de participer à la fondation des Diggers, un groupe contre-culturel anarchiste mêlant vie en squat autogéré, théâtre subversif et freeganisme.
Il débute au cinéma dans Die Laughing en 1980 et apparaît dans E.T. l'extraterrestre en 1982. Il joue dans de nombreux téléfilms et séries et collabore souvent avec des cinéastes étrangers (Diane Kurys pour Un homme amoureux en 1987, Walter Salles pour A grande arte en 1991, Roman Polanski pour Lunes de fiel en 1992, Pedro Almodóvar pour Kika en 1993). On le voit notamment en 2003 dans Bon Voyage et en 2010 dans Flashforward.
En 2002, il commente avec Glenn Close la cérémonie d'ouverture des Jeux olympiques d'hiver à Salt Lake City.
Parlant couramment le français, mais avec un certain accent, il a joué des personnages d'origine anglo-saxonne dans plusieurs films français.

## Filmographie

### Acteur

#### Cinéma
- 1980 : Die Laughing de Jeff Werner : Davis
- 1980 : Tell Me a Riddle de Lee Grant : David (jeune)
- 1981 : Sans retour (Southern Comfort) de Walter Hill : sergent Crawford Poole
- 1982 : Breach of Contract d'Andre R. Guttfreund
- 1982 : Timerider, le cavalier du temps perdu (Timerider: The Adventure of Lyle Swann) de William Dear : Porter Reese
- 1982 : Out (en) d'Eli Hollander : Rex
- 1982 : E.T. l'extra-terrestre (E.T. the Extra-Terrestrial) de Steven Spielberg : Keys
- 1982 : Espèce en voie de disparition (Endangered Species) d'Alan Rudolph : Steele
- 1983 : Cross Creek de Martin Ritt : Norton Baskin
- 1983 : Strangers Kiss de Matthew Chapman : Stanley, le directeur
- 1983 : Slayground de Terry Bedford : Stone
- 1984 : Heartbreakers de Bobby Roth : Blue
- 1985 : The Legend of Billie Jean de Matthew Robbins : Ringwald
- 1985 : À double tranchant (Jagged Edge) de Richard Marquand : Thomas Krasny
- 1986 : A Question of Power : narrateur (voix)
- 1987 : Une chance pas croyable (Outrageous Fortune) de Arthur Hiller : Michael Sanders
- 1987 : Un homme amoureux de Diane Kurys : Steve Elliott
- 1987 : Stacking de Martin Rosen : photographe
- 1988 : Au cœur de minuit (Heart of Midnight) de Matthew Chapman : Sharpe / Larry
- 1990 : L'Affaire Wallraff (The Man Inside) de Bobby Roth : Henry Tobel
- 1991 : Crooked Hearts de Michael Bortman : Edward
- 1991 : A Grande Arte de Walter Salles : Peter Mandrake
- 1992 : Lunes de fiel (Bitter Moon) de Roman Polanski : Oscar
- 1993 : Kika de Pedro Almodóvar : Nicholas
- 1995 : That Eye, the Sky de John Ruane : Henry Warburton
- 1995 : Moonlight et Valentino (Moonlight and Valentino) de David Anspaugh : Paul
- 1996 : Seeds of Doubt : lieutenant de police Henry Dexter
- 1996 : Mémoires suspectes (Unforgettable) de John Dahl : Don Bresler
- 1997 : Les Rapaces (Top of the World) de Sidney J. Furie : Doc « le boucher »
- 1997 : Road Ends de Rick King : Gene Gere
- 1998 : Quartzites Fall : narrateur
- 1998 : Sphère (Sphere) de Barry Levinson : capitaine Harold C. Barnes
- 1998 : Police future (Terminal Justice) : Deacon Vivyan
- 1998 : Docteur Patch (Patch Adams) de Tom Shadyac : Bill Davis
- 1999 : Emperor of Hemp (vidéo) : narrateur
- 1999 : Last Call de Christine Lucas : Xuave
- 1999 : Basket (The Basket) de Rick Cowan : Martin Conlon
- 1999 : L'Ombre d'un soupçon (Random Hearts) de Sydney Pollack : Cullen Chandler
- 2000 : A Time for Dancing  : Wyn Michaels
- 2000 : Erin Brockovich, seule contre tous (Erin Brockovich) de Steven Soderbergh : Kurt Potter
- 2000 : En lettres de sang (Red Letters) : Dennis Burke
- 2000 : Sac d'embrouilles (More Dogs Than Bones) de Michael Browning : inspecteur Darren Cody
- 2001 : Jack the Dog de Bobby Roth : Alfred Stieglitz
- 2001 : Suddenly Naked d'Anne Wheeler : Lionel Heathcote
- 2002 : Le Temps d'un automne (A Walk to Remember) d'Adam Shankman : révérend Sullivan
- 2002 : Risque-tout (Purpose) : Bernard Elias
- 2002 : Femme fatale de Brian de Palma : Bruce Watts
- 2002 : Written in Blood : John Traveller
- 2003 : Northfork des frères Polish : Eddie
- 2003 : The Hebrew Hammer de Jonathan Kesselman : J.J.L. Chief
- 2003 : Bon voyage de Jean-Paul Rappeneau : Alex Winckler
- 2004 : Le Grand Rôle de Steve Suissa : Rudolph Grichenberg
- 2004 : Shadow of Fear : le sénateur Henderson
- 2005 : Berkeley : narrateur (voix)
- 2005 : Return of the Living Dead 4: Necropolis : Charles Garrison
- 2005 : Return of the Living Dead 5: Rave to the Grave : Charles Garrison
- 2005 : Deepwater de David S. Marfield : Herman Finch
- 2005 : Crime City (A Little Trip to Heaven) de Baltasar Kormakur : Frank
- 2006 : En territoire ennemi 2 (Behind Enemy Lines : Axis of Evil) de James Dodson : le président Manning
- 2007 : Renaissance d'un champion (Resurrecting the Champ) de Rod Lurie : Epstein
- 2008 : Adopt a Sailor de Charles Evered
- 2008 : A Single Woman de Kamala Lopez
- 2008 : Un amour de père (Five Dollars a Day) de Nigel Cole : Burt Kruger
- 2008 : Au cœur du haras (All Roads Lead Home) de Dennis Fallon : Hock, le grand-père
- 2008 : Docteur Dolittle 4 (Dr. Dolittle: Tail to the Chief) de Craig Shapiro : le président Sterling
- 2010 : Di Di Hollywood de Bigas Luna : Michael Stein
- 2011 : The Gundown de Dustin Rikert : Thomas Morgan
- 2011 : Here de Braden King : le narrateur
- 2014 : On a marché sur Bangkok d'Olivier Baroux : Burt Lowell
- 2014 : La Rançon de la gloire de Xavier Beauvois : John Crooker
- 2015 : L'Échappée belle d'Émilie Cherpitel : le père

#### Télévision
- 1980 : Alcatraz: The Whole Shocking Story (téléfilm) : Courtney Taylor
- 1981 : The People vs. Jean Harris (téléfilm) : George Bolen
- 1981 : Le Choix d'Isabelle (Isabel's Choice) (téléfilm) : Wynn Thomas
- 1984 : Best Kept Secrets (TV) : Frank Mitchell
- 1984 : Scorned and Swindled (TV) : Anthony Ristelli
- 1985 : The Blue Yonder (TV) : Max Knickerbocker
- 1986 : Un secret trop lourd (Child's Cry) (TV) : Matt Townsend
- 1987 : Sworn to Silence (TV) : Sam Fischetti
- 1987 : L'Emprise du mal (Echoes in the Darkness) (TV) : William Bradfield Jr
- 1988 : Viva Oklahoma (Baja Oklahoma) (TV) : Slick Henderson
- 1989 : Act of Will (TV) : Miles Sutherland
- 1989 : Unconquered (TV) : Richmond Flowers Sr.
- 1991 : Jugement aveugle (A Seduction in Travis County) (téléfilm) : Frank Maguire
- 1991 : Keeper of the City (TV) : Frank Nordhall
- 1994 : La Force du déshonneur (Breach of Conduct) (téléfilm) : colonel Andrew Case
- 1995 : Secrets of the Wild Panda (téléfilm) : narrateur
- 1995 : Buffalo Girls (TV) : Buffalo Bill Cody
- 1996 : Pâques sanglantes (Seduced by Madness: The Diane Borchardt Story) (TV) : Ruben Borchardt
- 1996 : Dalva (TV) : Michael
- 1997 : Meurtres en mémoires (Murder in My Mind) (TV) : Arthur Lefcourt
- 1998 : Two for Texas (TV) : Jim Bowie
- 1998 : Le Secret de la route 9 (Route 9) (TV) : shérif Dwayne Hogan
- 1998 : Le Prix de l'indiscrétion (Indiscreet) (TV) : inspecteur Roos
- 1998 : Avalanche: The White Death (TV) : narrateur
- 1999 : Dangereuse révélation (A Murder On Shadow Mountain) (TV) : Dennis Traynor (« Denny »)
- 1999 : Execution of Justice (TV) : Harvey Milk
- 2000 : The Wednesday Woman (TV) : Don Wigulow
- 2000 : The American Frontier: Decisive Battles (série) : narrateur
- 2001 : Une vie pour une vie (Midwives) (TV) : Stephen Hastings
- 2003 : Phénomènes (Phenomenon II) (TV) : Dr Ringold
- 2004 : Deadwood (TV) : Général George Crook
- 2004-2007 : Les 4400' (série) : Dennis Ryland
- 2005 : New York, cour de justice (série) (saison 1, épisode 2) : Mike LaSalle
- 2005 : The Inside : Dans la tête des tueurs (série) : agent spécial Virgil « Web » Webster
- 2005 : Commander in Chief (série) : Le vice-président des États-Unis Warren Keaton
- 2007 : New York, section criminelle (série) (saison 7, épisode 7) : Lionel Schill
- 2008 : NCIS : Enquêtes spéciales (série) (saison 6, épisode 11) : Ned Quinn
- 2010 : Flashforward (série) : Président des États-Unis Dave Segovia
- 2010-2011 : Los Angeles, police judiciaire (série) (saison 1, épisodes 2, 4, 5, 9, 13, 19, 20 et 21) : substitut du procureur Jerry Hardin
- 2012 : Valparaiso de Jean-Christophe Delpias (téléfilm) : Edward Drexler
- 2012 : Hemingway & Gellhorn de Philip Kaufman (téléfilm) : Maxwell Perkins
- 2014 : Intelligence (série) : Leland Strand
- 2017 : The Disappearance (téléfilm) : de Normand Daneau, Genevieve Simard : le grand-père
- 2020 : The Comey Rule (série) : Robert Mueller

### Narrateur
- 2003 : Out of the Blue, documentaire de James Fox : narrateur de l'histoire ;
- 2011 : I am fishead documentaire de Misha Votruba et Vaclav Dejcmar : lui-même ;

serie vietnam de Ken Burns

### Producteur
- 2005 : Missing, Presumed Dead: The Search for America's POWs

## Voix françaises
En France, Hervé Bellon, est la voix française la plus régulière de Peter Coyote. Bernard Tiphaine, et Jean Barney l'ont également doublé respectivement à six et quatre reprises.